# ウクライナ・ポーランド戦争 (1918年‐1919年)
ウクライナ・ポーランド戦争（ウクライナ語: Українсько-польська війна；ポーランド語: Wojna polsko-ukraińska）は、1918年から1919年にかけてガリツィア地方の支配を巡って、西ウクライナ人民共和国とポーランド共和国との間に行われた戦争である。オーストリア・ハンガリー帝国の解体に伴い、1918年11月1日にポーランドによる西ウクライナのリヴィウへの侵攻から始まった。第一次世界大戦に勝利を収めた連合国は、ウクライナ人をドイツ・オーストリアの同盟者と見なしてポーランドを支援した。ウクライナの軍勢が東方へ撤退する途中、ハンガリーとルーマニアが戦争に介入し、ポーランド側に味方してウクライナのザカルパッチャとブコビナを占領した。1919年7月にウクライナ軍は反撃を試みたが、国際的支援や物資不足のために撤退せざるを得なかった。1919年7月17日にポーランド軍がガリツィア全地域を確保したことにより戦争は終結し、西ウクライナ人民共和国の政府はウクライナ人民共和国へ亡命した。